# Atlantic Apartments

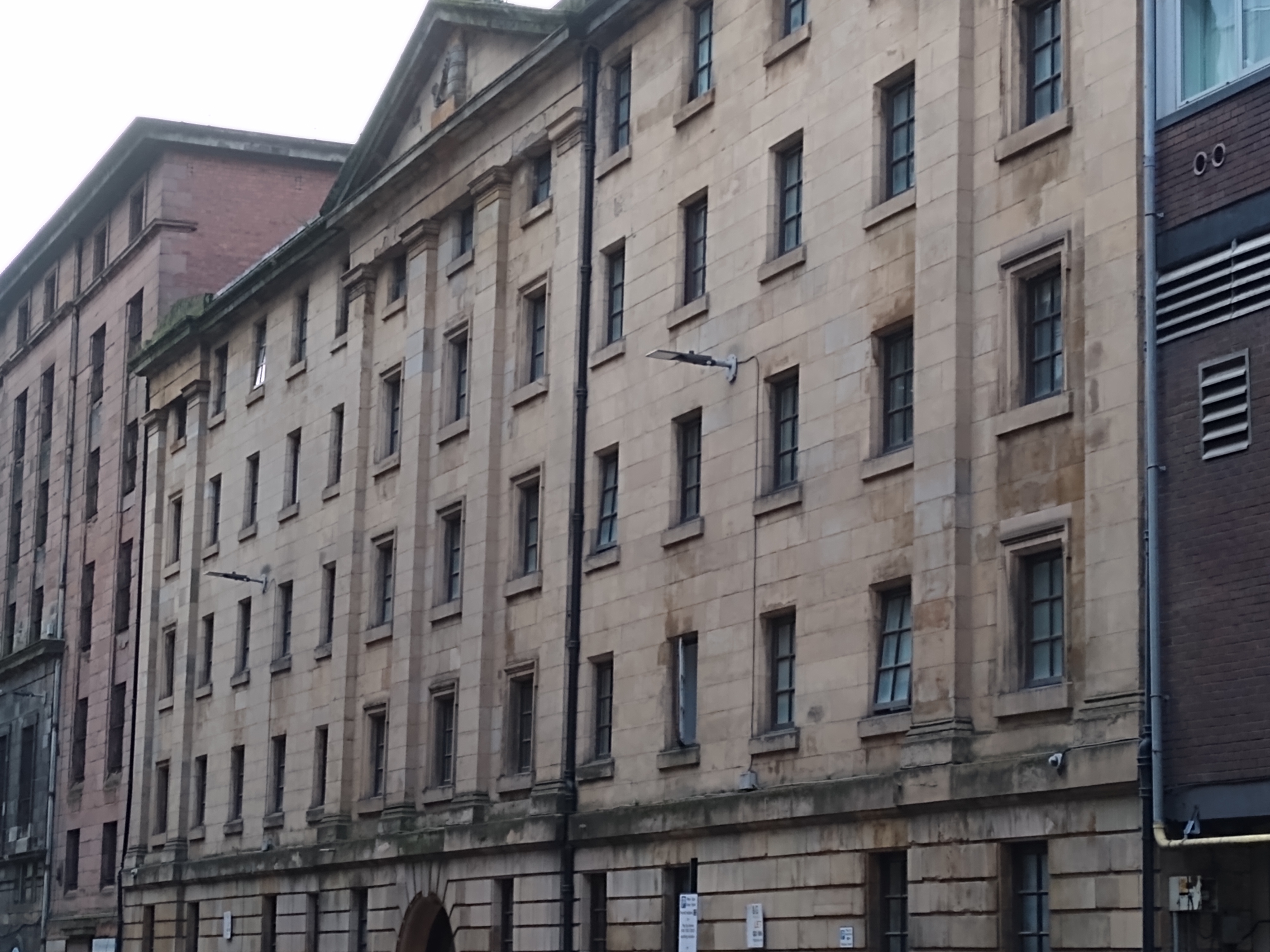
Atlantic Apartments

Die Atlantic Apartments sind ein ehemaliges Lagerhaus und heutiges Wohngebäude in der schottischen Stadt Glasgow. 1970 wurde das Bauwerk in die schottischen Denkmallisten in der höchsten Denkmalkategorie A aufgenommen.

## Beschreibung
Das Gebäude steht an der James Watt Street nahe dem Clyde südwestlich des Zentrums von Glasgow. Es wurde um 1855 für Harvie and McGavin erbaut.
Das fünfstöckige Lagerhaus ist klassizistisch ausgestaltet. Es weist einen U-förmigen Grundriss auf. Die ostexponierte Frontfassade ist 13 Achsen weit, die im Schema 1–4–3–4–1 gegliedert ist. Das rundbögige Hauptportal findet sich am leicht heraustretenden Mittelrisalit. Es ist mit schlichtem Schlussstein gestaltet. Kolossale dorische Pilaster rahmen den Risaliten ein. Er schließt mit einem Dreiecksgiebel ab. Ein Relief im Tympanon zeigt ein Fass, einen Anker und eine Kiste. Schlichte, profilierte Faschen rahmen die Fenster ein. Die Eckrisalite sind ebenfalls mit Paaren kolossaler dorischer Pilaster gestaltet.
Die Holzböden im Innenraum ruhen auf gusseisernen Pfeilern. Das Gebäude wurde zwischenzeitlich zu einem Wohngebäude umgestaltet.